# Montmartin (Oise)
Montmartin ist eine französische Gemeinde mit 288 Einwohnern (Stand: 1. Januar 2022) im Département Oise in der Region Hauts-de-France. Sie gehört zum Arrondissement Compiègne und zum Kanton Estrées-Saint-Denis.

## Geographie
Montmartin liegt etwa 15 Kilometer nordöstlich von Compiègne. Umgeben wird Montmartin von den Nachbargemeinden Gournay-sur-Aronde im Norden und Nordwesten, Monchy-Humières im Nordosten, Remy im Süden und Osten, Francières im Süden und Südwesten sowie Hémévillers im Westen.

## Bevölkerungsentwicklung
| Jahr                      | 1962 | 1968 | 1975 | 1982 | 1990 | 1999 | 2006 | 2013 |
| Einwohner                 | 56   | 50   | 54   | 78   | 164  | 229  | 213  | 242  |
| Quelle: Cassini und INSEE |      |      |      |      |      |      |      |      |

## Sehenswürdigkeiten

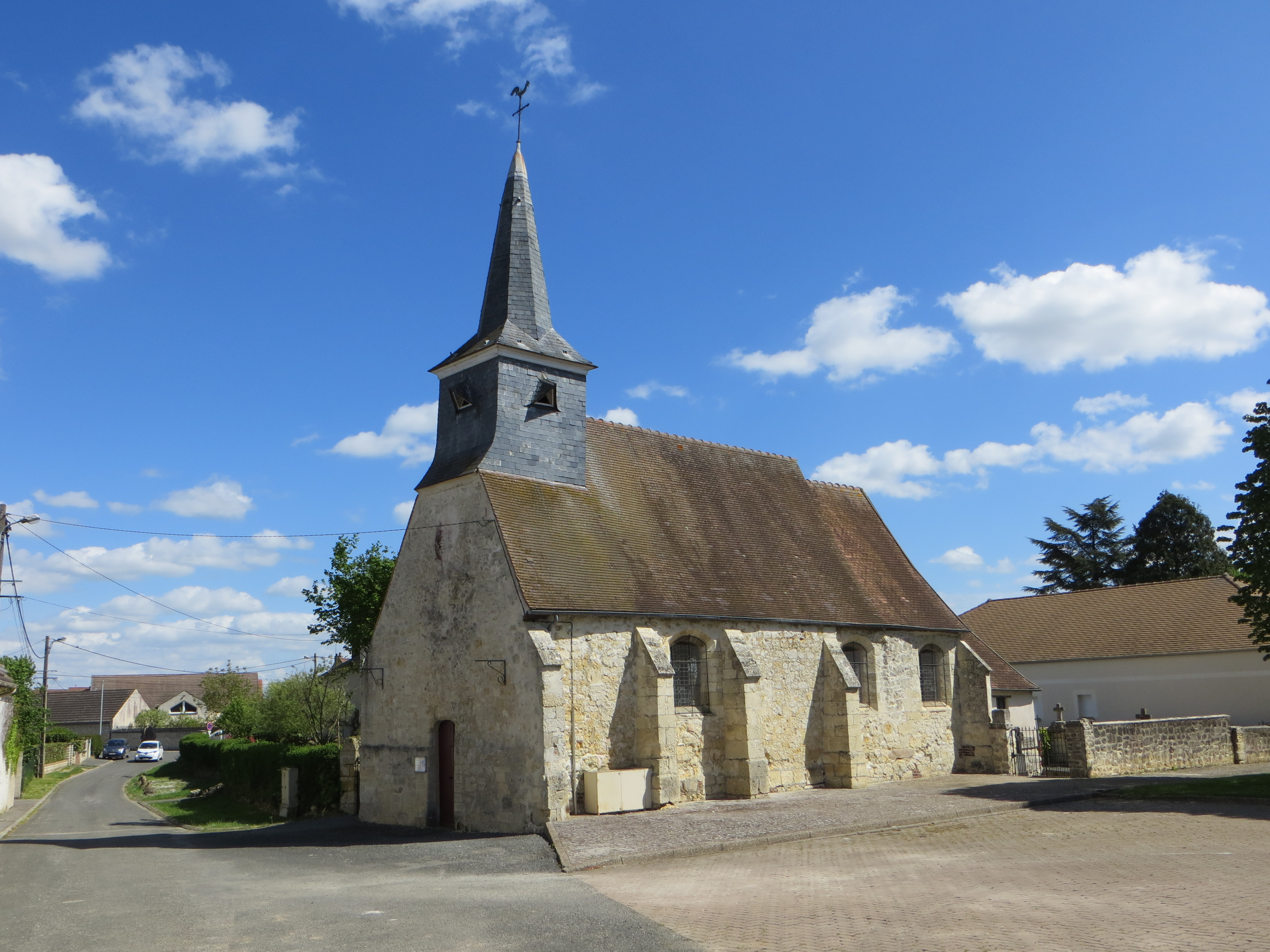
Kirche Saint-Médard

- Kirche Saint-Médard